# Giulia Luzi

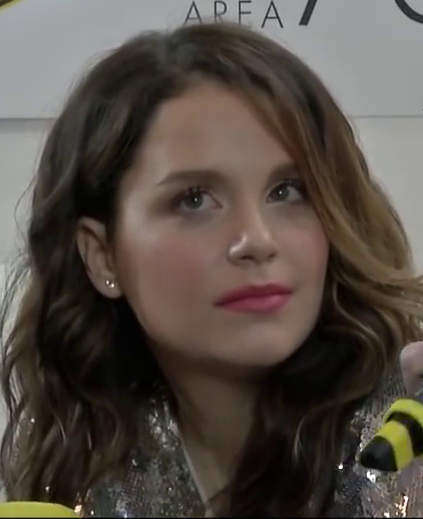
Giulia Luzi, 2017

Giulia Luzi (* 3. Januar 1994 in Rom) ist eine italienische Schauspielerin und Popsängerin.

## Werdegang
Luzi erhielt bereits als Kind bei Disney Engagements als italienische Stimme der Gesangsparts einiger Filmfiguren, etwa die Hauptfigur in Arielle, die Meerjungfrau – Wie alles begann. Besonders bekannt wurde ihre Gesangs-Synchro für Miley Cyrus in Hannah Montana. Später folgten Schauspielrollen in den italienischen Fernsehserien I Cesaroni und Un medico in famiglia; zu letzterer sang sie auch den Titelsong ein.
Als Julia trat Luzi 2013 im Musical Romeo und Julia in Erscheinung, einer Adaption des französischen Originals durch David Zard und Giuliano Peparini. Diesem war großer Erfolg beschieden, es lief inklusive internationaler Tournee drei Jahre lang. 2015 veröffentlichte Luzi ihre erste Single L’amore che torna und nahm erfolgreich an der Fernsehsendung Tale e Quale Show von Carlo Conti teil. Im Jahr darauf erschienen zwei weitere Singles, bevor sie beim Sanremo-Festival 2017 im Duett mit Raige und dem Lied Torniamoci la voglia ins Rennen ging. Der Erfolg blieb jedoch aus, der Beitrag landete auf dem letzten Platz.

## Filmografie (Auswahl)
Schauspielerin
- 2006–2014: I Cesaroni (Fernsehserie, Staffeln 1–6)
- 2009–2013: Un medico in famiglia (Fernsehserie, Staffeln 6–8)
- 2013: Vinodentro

Synchronisation
- 2005: The Descent – Abgrund des Grauens (für Molly Kayll)

Gesang
- 2005: Heffalump – Ein neuer Freund für Winnie Puuh
- 2005: Ein Königreich für ein Lama 2 – Kronks großes Abenteuer
- 2006–2011: Hannah Montana (Fernsehserie; für Miley Cyrus)
- 2008: Arielle, die Meerjungfrau – Wie alles begann
- 2010: Tinkerbell – Ein Sommer voller Abenteuer

## Diskografie
Alben

| Jahr | Titel                | Höchstplatzierung, Gesamtwochen, AuszeichnungChartsChartplatzierungen (Jahr, Titel, Platzierungen, Wochen, Auszeichnungen, Anmerkungen) | Anmerkungen |
| Jahr | Titel                | IT | Anmerkungen |
| ---- | -------------------- | --- | ----------- |
| 2017 | Togliamoci la voglia | IT81 (2 Wo.)IT |             |

Singles
- L’amore che torna (2015)
- Un abbraccio al sole (2016)
- Viversi in un attimo (2016)
- Togliamoci la voglia (2017; mit Raige)
- C’era un ragazzo che come me amava i Beatles e i Rolling Stones (2017; mit Raige)

## Belege
1. ↑  Giulia Luzi in den italienischen Albumcharts. In: Italiancharts.com. Hung Medien, abgerufen am 20. März 2017.

| Personendaten    | Personendaten                               |
| ---------------- | ------------------------------------------- |
| NAME             | Luzi, Giulia                                |
| KURZBESCHREIBUNG | italienische Schauspielerin und Popsängerin |
| GEBURTSDATUM     | 3. Januar 1994                              |
| GEBURTSORT       | Rom                                         |